# Josef Urban (Ringer, 1899)

Josef Urban

Josef Urban (* 17. Juni 1899 in Prag; † 2. September 1968) war ein tschechoslowakischer Ringer.

## Werdegang
Josef Urban begann in Prag mit dem Ringen. Kurz nach dem Ersten Weltkrieg trat er in die Polizei ein und startete für den Polizei-Sportverein („AFK Stráže bezpečnosti“) Prag, vorher war er für den Athletenklub „Nusle“ Prag gestartet. Mitte der 1920er Jahre war er der beste tschechoslowakische Ringer im Schwergewicht im griech.-römischen Stil. 1925 gewann er zum ersten Mal die tschechoslowakische Meisterschaft im Schwergewicht und gab bei der Europameisterschaft 1926 in Riga seinen Einstand bei einer internationalen Meisterschaft. Hinter dem deutschen Meister Georg Gehring belegte er dabei den 2. Platz und platzierte sich dabei immerhin vor dem schwedischen Meister Johan Richthoff.
Auch ein Jahr später, bei der Europameisterschaft 1927 in Budapest, gewann Josef Urban eine Medaille. Er kam auf den dritten Platz. Bei den Olympischen Spielen 1928 in Amsterdam gelangen ihm drei Siege. Doch reichten diese Siege nur zum 5. Platz, da er, etwas unerwartet, dem Österreicher Eugen Wiesberger senior unterlag. Die zweite Niederlage in diesem Turnier gegen den Schweden Rudolf Svensson war dagegen erwartungsgemäß.
Gegen Svensson verlor er auch bei der Europameisterschaft 1929 in Dortmund. Er erreichte aber trotzdem mit drei Siegen den 3. Platz. Zu keiner Medaille reichte es für ihn bei der Europameisterschaft 1930 in Stockholm. Nach Niederlagen gegen Georg Gehring und Johan Richthoff landete er auf dem 4. Platz. Auch bei der Europameisterschaft 1931 im heimischen Prag kam Josef Urban nicht in die Medaillenränge.
Der größte Erfolg seiner Laufbahn gelang ihm 1932 bei den Olympischen Spielen 1932 in Los Angeles. Mit einem überraschenden Sieg über den Deutschen Georg Gehring, der vorher schon den schwedischen Favoriten Carl Westergren besiegt hatte, gewann er die Silbermedaille und veranlasste den Sturz Gehrings vom vermeintlichen Olympiasieger auf den 4. Platz. Nach diesem Turnier startete Josef Urban bei keinen weiteren internationalen Meisterschaften mehr.

## Internationale Erfolge
(OS = Olympische Spiele, EM = Europameisterschaft, GR = griech.-römischer Stil, S = Schwergewicht, damals über 87 kg Körpergewicht)
- 1926, 2. Platz, EM in Riga, GR, S, mit Siegen über Otto Pohla, Estland und Alberts Zvejnieks, Lettland und einer Niederlage gegen Georg Gehring, Deutschland;
- 1927, 3. Platz, EM in Budapest, GR, S, mit Siegen über Marian Cieniewski, Polen, Djuro Krin, Jugoslawien und Willi Müller, Deutschland und Niederlagen gegen Johan Richthoff, Schweden und Raymund Badó, Ungarn;
- 1928, 5. Platz, OS in Amsterdam, Gr, S, mit Siegen über Gustave Colpaert, Belgien, Aleardo Donati, Italien und J. Simons, Niederlande und Niederlagen gegen Eugen Wiesberger senior, Österreich und Rudolf Svensson, Schweden;
- 1929, 2. Platz, Internationale Tschechoslowakische Meisterschaft in Prag, GR, S, hinter Nikolaus Hirschl, Österreich und vor Riedmüller, Österreich;
- 1929, 3. Platz, EM in Dortmund, GR, S, mit Siegen über Alberts Zvejnieks, Ottó Szelky, Ungarn und K. Wierzbicki, Polen und einer Niederlage gegen Rudolf Svensson;
- 1929, 1. Platz, Internationale Meisterschaft von Mähren und Schlesien in Brünn, GR, S, vor Kubalík, Tschechoslowakei und Fülöp, Ungarn;
- 1930, 4. Platz, EM in Stockholm, GR, S, mit Sieg über Otto Viikberg, Estland und Niederlagen gegen Georg Gehring und Johan Richthoff;
- 1930, 2. Platz, Intern. Turnier in Straßburg, GR, S, hinter Georg Gehring u. vor Leon Charlier, Belgien;
- 1931, 5. Platz, EM in Prag, GR, S, mit Sieg über Alberts Zvejnieks und Niederlagen gegen Carl Westergren, Schweden und Hjalmar Nyström, Finnland;
- 1931, 2. Platz, Intern. Tschechoslowakische Meisterschaft in Raudnitz an der Elbe, GR, S, hinter Josef Klapuch, Tschechoslowakei u. vor Bruno Mosig, Deutschland;
- 1932, Silbermedaille, OS in Los Angeles, GR, S, mit Siegen über Aleardo Donati und Georg Gehring und einer Niederlage gegen Carl Westergren;
- 1934, 2. Platz, Intern. Turnier in Prag, GR, S, hinter Josef Klapuch u. vor John Nyman, Schweden

## Wichtigste Länderkämpfe
- 1929, Prag, Tschechoslowakei gegen Dänemark, Schultersieger über Emil Larsen,
- 1930, Prag, Tschechoslowakei gegen Deutschland, Punktniederlage gegen Willi Müller,
- 1932, Nürnberg, Deutschland gegen Tschechoslowakei, Punktniederlage gegen Georg Gehring